# Антилопов лалугер на Харис
Антилопов лалугер на Харис (Ammospermophilus harrisii) е вид бозайник от семейство Катерицови (Sciuridae).

## Разпространение
Видът е разпространен в Мексико (Сонора) и САЩ (Аризона и Ню Мексико).